# Tòa án Công lý Quốc tế
Tòa án Quốc tế là cơ quan tư pháp chính của Liên Hợp Quốc. Tòa án Quốc tế có nhiệm vụ xét xử các vụ kiện giữa các nước và tư vấn pháp lý về các vấn đề luật quốc tế. Tòa án Quốc tế là cơ quan tư pháp quốc tế duy nhất xét xử cho các nước. Quyết định và kết luận pháp lý của Tòa án Quốc tế là một phần của luật quốc tế.
Tòa án Quốc tế được thành lập trên cơ sở kế thừa Tòa án Thường trực Quốc tế của Hội Quốc Liên: Quy chế Tòa án Quốc tế vay mượn nội dung của Quy chế Tòa án Thường trực Quốc tế, tất cả các quyết định của Tòa án Thường trực Quốc tế vẫn còn có hiệu lực. Tất cả các nước thành viên của Liên Hợp Quốc đều là thành viên của Quy chế Tòa án Quốc tế. Một nước thành viên bất kỳ của Liên Hợp Quốc có thể khởi kiện tại Tòa án Quốc tế. Một cơ quan bất kỳ của Liên Hợp Quốc có thể yêu cầu Tòa án Quốc tế ra ý kiến tư vấn về một vấn đề pháp luật bất kỳ.
Tòa án Quốc tế gồm 15 thẩm phán do Đại hội đồng và Hội đồng Bảo an bầu ra. Nhiệm kỳ của một thẩm phán là chín năm, cứ ba năm bầu lại năm thẩm phán. Không được có hai thẩm phán có quốc tịch của cùng một nước. Phải có đại diện của tất cả các hệ thống pháp luật trên thế giới.  Tòa án Quốc tế là cơ quan duy nhất của Liên Hợp Quốc không đặt trụ sở ở Thành phố New York mà ở Den Haag tại Cung Hòa bình. Ngôn ngữ chính thức của Tòa án Quốc tế là tiếng Anh và tiếng Pháp.
Tòa án Quốc tế đã xét xử 181 vụ kiện từ khi được thành lập tới tháng 9 năm 2021.

## Lịch sử
Công ước Den Haag năm 1899 thành lập Tòa án Thường trực Trọng tài làm cơ quan tư pháp quốc tế đầu tiên trên thế giới. Trụ sở của Tòa án đặt ở Den Haag, Hà Lan. Các trọng tài đều do những nước đương sự chọn trong danh sách do các nước thành viên của công ước lập. Tòa án có một ban thư ký giúp việc. Tòa án Thường trực Trọng tài bắt đầu thụ lý vụ kiện vào năm 1902.
Công ước Den Haag năm 1907 sửa lại thủ tục trọng tài của Tòa án Thường trực Trọng tài. Tại hội nghị, Hoa Kỳ, Anh và Đức cùng đề nghị thành lập một tòa án quốc tế mới có các thẩm phán có nhiệm kỳ cố định, nhưng các bên không nhất trí về cách chọn thẩm phán mà gác đề nghị lại để bàn ở hội nghị sau.
Năm 1908, Tòa án Trung Mỹ được thành lập, mượn ý tưởng của hai công ước Den Haag. Từ năm 1911 tới năm 1919 có những đề nghị thành lập một cơ quan tư pháp quốc tế mà phải tới sau Chiến tranh thế giới thứ nhất mới được thực hiện.

### Tòa án Thường trực Quốc tế
Sau Chiến tranh thế giới thứ nhất, Khối Đồng Minh thành lập Hội Quốc Liên để giữ gìn hòa bình và an ninh quốc tế. Hiến chương của Hội Quốc Liên quy định thành lập một Tòa án Thường trực Quốc tế có thẩm quyền xét xử các vụ tranh chấp giữa các nước và đưa ra ý kiến tư vấn về một vụ tranh chấp hay vấn đề bất kỳ theo yêu cầu của Hội Quốc Liên.
Tháng 12 năm 1920, Đại hội đồng Hội Quốc Liên nhất trí thông qua Quy chế Tòa án Thường trực Quốc tế, được đa số nước thành viên phê chuẩn vào năm sau. Quy chế quy định các thẩm phán do Đại hội đồng và Hội chính vụ bầu riêng. Thành phần của TATTQT phải có đại diện của "các nền văn minh và hệ thống pháp luật chính trên thế giới". Trụ sở của TATTQT cũng đặt ở Cung Hòa bình.
Tòa án Thường trực Quốc tế có những điểm đổi mới:
- TATTQT là cơ quan thường trực, có quy chế và thủ tục riêng
- TATTQT có văn phòng liên lạc với các nước và các tổ chức quốc tế
- TATTQT hoạt động công khai
- TATTQT có quyền xét xử mọi vụ tranh chấp giữa những nước đã thừa nhận thẩm quyền của TATTQT
- Quy chế TATTQT liệt kê những luật được áp dụng vào việc xét xử
- Thành phần của TATTQT có đại diện của nhiều hệ thống pháp luật trên thế giới hơn những cơ quan tư pháp quốc tế trước
- Quyết định của TATTQT góp phần phát triển luật quốc tế

Tòa án Thường trực Quốc tế không phải là cơ quan của Hội Quốc Liên, nên một nước thành viên Hội Quốc Liên không đương nhiên là thành viên của Quy chế. Ví dụ: Hoa Kỳ không phải là thành viên, tuy đã tích cực thuyết phục thành lập TATTQT. Tuy nhiên, thành phần của TATTQT có nhiều thẩm phán người Mỹ.

### Tòa án Quốc tế
Sau năm 1933, Tòa án Thường trực Quốc tế không còn hoạt động tích cực do tình hình căng thẳng trên trường quốc tế và chính sách biệt lập của các nước. Sau khi Chiến tranh thế giới thứ hai bùng nổ, TATTQT họp lần cuối cùng vào tháng 12 năm 1939, lệnh cuối cùng của TTATTQT là vào tháng 2 năm 1940. Năm 1942, Hoa Kỳ và Anh cùng tuyên bố ủng hộ thành lập hoặc khôi phục một tòa án quốc tế. Năm 1943, một nhóm nhà luật học trên khắp thế giới họp ở Anh để thảo luận vấn đề. Năm 1944, nhóm ra bản báo cáo khuyến nghị rằng:
- Quy chế của tòa án quốc tế mới lấy quy chế của TATTQT làm cơ sở
- Tòa án quốc tế mới có quyền ra ý kiến tư vấn
- Các nước không phải thừa nhận thẩm quyền của tòa án quốc tế mới
- Tòa án quốc tế mới không được can thiệp vào các vụ tranh chấp chính trị

Ở Hội nghị Moskva vào năm 1943, bốn nước Đồng Minh chính là Anh, Hoa Kỳ, Trung Hoa Dân quốc và Liên Xô ra bản tuyên bố chung thừa nhận cần phải thành lập một tổ chức quốc tế để giữ gìn hòa bình và an ninh quốc tế, tức Liên Hợp Quốc sau này.
Ở Hội nghị Dumbarton Oaks vào năm 1944, bốn nước Đồng Minh chính cùng những nước khác chính thức đề nghị thành lập một tổ chức liên chính phủ có một tòa án quốc tế. Tháng 4 năm 1945, 44 nhà luật học trên khắp thế giới họp ở Washington, D.C. để soạn quy chế của Tòa án Quốc tế trên cơ sở quy chế của TATTQT. Ở Hội nghị San Francisco, 50 nước thuộc khối Đồng Minh đồng ý thành lập Liên Hợp Quốc có Tòa án Quốc tế là một cơ quan chính.
Tháng 10 năm 1945, Tòa án Thường trực Quốc tế giao lại hồ sơ cho Tòa án Quốc tế. Tất cả các thẩm phán đồng loạt từ chức vào ngày 31 tháng 1 năm 1946. Tháng 4 năm 1946, TATTQT chính thức bị giải thể. Vốn là chủ tịch TATTQT, José Gustavo Guerrero được bầu làm chủ tịch đầu tiên của Tòa án Quốc tế.
Tòa án Quốc tế thụ lý vụ tranh chấp đầu tiên vào tháng 5 năm 1947 giữa Anh và Albania.

## Công tác

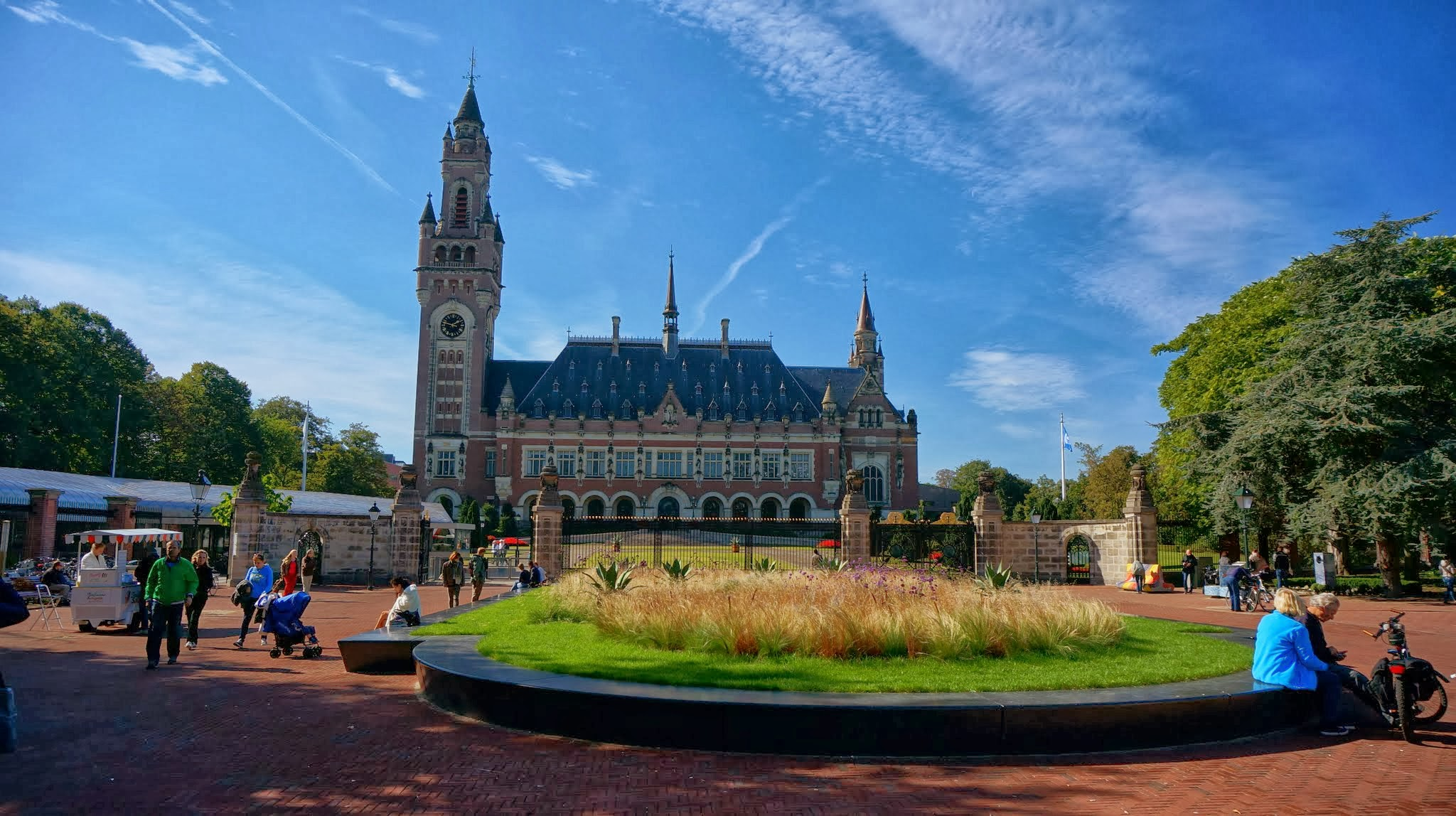
Cung điện Hòa bình ở Den Haag, Hà Lan

Tòa án Quốc tế được Hiến chương Liên Hợp Quốc thành lập vào năm 1945 trên cơ sở kế thừa Tòa án Thường trực Quốc tế. Quy chế Tòa án Quốc tế quy định tổ chức, quyền hạn và thủ tục.

## Thành phần
Tòa án Quốc tế gồm 15 thẩm phán do Đại hội đồng và Hội đồng Bảo an Liên Hợp Quốc bầu ra trong danh sách do Tòa án Thường trực Trọng tài đưa ra. Quy chế Tòa án Quốc tế quy định thủ tục bầu các thẩm phán. Nhiệm kỳ của thẩm phán là chín năm, cứ ba năm bầu lại năm thẩm phán. Trường hợp thẩm phán qua đời thì thường sẽ bầu bổ khuyết thẩm phán mới.
Không được có hai thẩm phán có cùng một quốc tịch. Điều 9 của Quy chế Tòa án Quốc tế quy định thành phần TAQT phải có "đại diện của các hình thái văn hóa chủ yếu nhất và các hệ thống pháp luật cơ bản trên thế giới", tức thông luật, dân luật và pháp chế xã hội chủ nghĩa.
Có sự thỏa thuận ngầm rằng thành phần của Tòa án Quốc tế sẽ được chia theo các nhóm khu vực: các nước phương Tây có năm thẩm phán, châu Phi có ba thẩm phán (gồm một thẩm phán đại diện cho dân luật Pháp, một thẩm phán đại diện cho thông luật Anh và một thẩm phán đại diện cho Ả Rập), Đông Âu có hai thẩm phán, châu Á có hai thẩm phán, Mỹ Latinh và vùng Caribe có hai thẩm phán. Năm nước thành viên thường trực của Hội đồng Bảo an gần như luôn có thẩm phán trong TAQT. Ngoại lệ là Trung Quốc không tiến cử thẩm phán từ năm 1967 tới năm 1985 và Anh rút ứng viên thẩm phán vào năm 2017 do không được Đại hội đồng chấp nhận.
Điều 2 của Quy chế Tòa án Quốc tế quy định các thẩm phán được bầu "không căn cứ quốc tịch, trong số những người có phẩm chất đạo đức tốt", có đủ tư cách ở nước họ để giữ chức vụ xét xử cao nhất hoặc là những nhà luật học có uy tín lớn về luật quốc tế. Thẩm phán không được kiêm chức vụ chính trị, hành chính hoặc nghề nghiệp. Thẩm phán không được tham gia xét xử nếu từng làm luật sư cho một trong các bên. Miễn nhiệm một thẩm phán phải được tất cả các thẩm phán khác tán thành.

### Thẩm phán đặc phái
Điều 31 của Quy chế Tòa án Quốc tế cho phép các bên tranh chấp cử thêm một thẩm phán để tham gia xét xử. Mục đích của quy định này là khuyến khích các nước thừa nhận thẩm quyền của TAQT bởi vì nước đó có thể cử một người có cùng quan điểm tham gia nghị án. Tuy trái với chức năng tư pháp của TAQT, chế độ thẩm phán đặc phái hiếm khi ảnh hưởng quyết định của TAQT do thẩm phán đặc biệt của các bên thường biểu quyết ngược nhau.

### Ban xét xử
Thành phần xét xử của Tòa án Quốc tế thường gồm tất cả 15 thẩm phán. TAQT có quyền thành lập những ban xét xử gồm ít nhất ba thẩm phán. Có hai loại ban xét xử: ban chuyên trách và ban chuyên án. Ban chuyên trách xét xử các vụ tranh chấp thuộc một phạm vi nhất định như lao động, quá cảnh và liên lạc. Ban chuyên án xét xử các vụ tranh chấp đặc biệt.

### Thành phần hiện tại
Tính tới ngày 6 tháng 11 năm 2021, thành phần của Tòa án Quốc tế gồm:
| Tên                                              | Quốc gia                                         | Chức vụ                                          | Nhậm chức | Mãn nhiệm |
| ------------------------------------------------ | ------------------------------------------------ | ------------------------------------------------ | --------- | --------- |
| Abdulqawi Yusuf                                  | Somalia                                          | Thẩm phán                                        | 2009      | 2027      |
| Tiết Hãn Cần                                     | Trung Quốc                                       | Thẩm phán                                        | 2010      | 2030      |
| Peter Tomka                                      | Slovakia                                         | Thẩm phán                                        | 2003      | 2030      |
| Ronny Abraham                                    | Pháp                                             | Thẩm phán                                        | 2005      | 2027      |
| Mohamed Bennouna                                 | Maroc                                            | Thẩm phán                                        | 2006      | 2024      |
| Khuyết (Vốn là Antônio Augusto Cançado Trindade) | Khuyết (Vốn là Antônio Augusto Cançado Trindade) | Khuyết (Vốn là Antônio Augusto Cançado Trindade) | 2022      | 2027      |
| Joan Donoghue                                    | Hoa Kỳ                                           | Chủ tịcha                                        | 2010      | 2024      |
| Julia Sebutinde                                  | Uganda                                           | Thẩm phán                                        | 2012      | 2030      |
| Dalveer Bhandari                                 | Ấn Độ                                            | Thẩm phán                                        | 2012      | 2027      |
| Patrick Lipton Robinson                          | Jamaica                                          | Thẩm phán                                        | 2015      | 2024      |
| Hilary Charlesworth (Thay James Crawford)        | Úc                                               | Thẩm phán                                        | 2021      | 2024      |
| Kirill Gevorgian                                 | Nga                                              | Phó chủ tịcha                                    | 2015      | 2024      |
| Nawaf Salam                                      | Liban                                            | Thẩm phán                                        | 2018      | 2027      |
| Yuji Iwasawa                                     | Nhật Bản                                         | Thẩm phán                                        | 2018      | 2030      |
| Georg Nolte                                      | Đức                                              | Thẩm phán                                        | 2021      | 2030      |
| Philippe Gautier                                 | Bỉ                                               | Thư ký Tòa án                                    | 2019      | 2026      |
| a Cho nhiệm kỳ 2021–2024                         |                                                  |                                                  |           |           |

### Danh sách các chủ tịch Tòa án Quốc tế
| #  | Chủ tịch                    | Nhậm chức | Mãn nhiệm | Quốc gia    |
| -- | --------------------------- | --------- | --------- | ----------- |
| 1  | José Gustavo Guerrero       | 1946      | 1949      | El Salvador |
| 2  | Jules Basdevant             | 1949      | 1952      | Pháp        |
| 3  | Arnold McNair               | 1952      | 1955      | Anh Quốc    |
| 4  | Green Hackworth             | 1955      | 1958      | Hoa Kỳ      |
| 5  | Helge Klæstad               | 1958      | 1961      | Na Uy       |
| 6  | Bohdan Winiarski            | 1961      | 1964      | Ba Lan      |
| 7  | Percy Spender               | 1964      | 1967      | Úc          |
| 8  | José Bustamante y Rivero    | 1967      | 1970      | Peru        |
| 9  | Muhammad Zafarullah Khan    | 1970      | 1973      | Pakistan    |
| 10 | Manfred Lachs               | 1973      | 1976      | Ba Lan      |
| 11 | Eduardo Jiménez de Aréchaga | 1976      | 1979      | Uruguay     |
| 12 | Humphrey Waldock            | 1979      | 1981      | Anh Quốc    |
| 13 | Taslim Elias                | 1982      | 1985      | Nigeria     |
| 14 | Nagendra Singh              | 1985      | 1988      | Ấn Độ       |
| 15 | José Ruda                   | 1988      | 1991      | Argentina   |
| 16 | Robert Jennings             | 1991      | 1994      | Anh Quốc    |
| 17 | Mohammed Bedjaoui           | 1994      | 1997      | Algeria     |
| 18 | Stephen Schwebel            | 1997      | 2000      | Hoa Kỳ      |
| 19 | Gilbert Guillaume           | 2000      | 2003      | Pháp        |
| 20 | Sử Cửu Dung                 | 2003      | 2006      | Trung Quốc  |
| 21 | Rosalyn Higgins             | 2006      | 2009      | Anh Quốc    |
| 22 | Hisashi Owada               | 2009      | 2012      | Nhật Bản    |
| 23 | Peter Tomka                 | 2012      | 2015      | Slovakia    |
| 24 | Ronny Abraham               | 2015      | 2018      | Pháp        |
| 25 | Abdulqawi Yusuf             | 2018      | 2021      | Somalia     |
| 26 | Joan Donoghue               | 2021      | hiện tại  | Hoa Kỳ      |

## Thẩm quyền
| Tham gia Quy chế lúc gia nhập Liên Hợp Quốc Tham gia Quy chế trước khi gia nhập Liên Hợp Quốc Quan sát viên Liên Hợp Quốc không tham gia Quy chế |

Tất cả 193 nước thành viên Liên Hợp Quốc đương nhiên đều tham gia Quy chế Tòa án Quốc tế. Những nước không phải là thành viên Liên Hợp Quốc có thể tham gia Quy chế TAQT trong trường hợp đặc biệt. Tuy nhiên, tham gia Quy chế TAQT không phải là thừa nhận thẩm quyền của TAQT. Quyền hạn của TAQT gồm xét xử tranh chấp, biện pháp tạm thời và ý kiến tư vấn.

### Xét xử tranh chấp
Trong các vụ tranh chấp, quyết định của Tòa án Quốc tế có hiệu lực đối với các bên ở trong vụ tranh chấp. Chỉ pháp nhân nhà nước được tham gia tranh chấp, nhưng nhà nước được thay mặt công dân hoặc tổ chức của nước mình mà nộp đơn tranh chấp.
Nguyên tắc trọng yếu là Tòa án Quốc tế chỉ được xét xử nếu các bên đã thừa nhận thẩm quyền của TAQT. Theo điều 36 của Quy chế TAQT, TAQT có thẩm quyền trong bốn trường hợp:
1. Các bên đồng ý đưa vụ tranh chấp ra TAQT.
2. Điều ước mà các bên là thành viên quy định các vụ tranh chấp đều do TAQT xét xử.[21]
3. Các bên tuyên bố thừa nhận thẩm quyền của TAQT.
4. Các bên đã thừa nhận thẩm quyền của Tòa án Thường trực Quốc tế.

### Biện pháp tạm thời
Cho đến khi có quyết định cuối cùng, Tòa án Quốc tế có quyền ra các biện pháp tạm thời để bảo đảm quyền lợi của các bên theo điều 41 của Quy chế TAQT.

### Ý kiến tư vấn

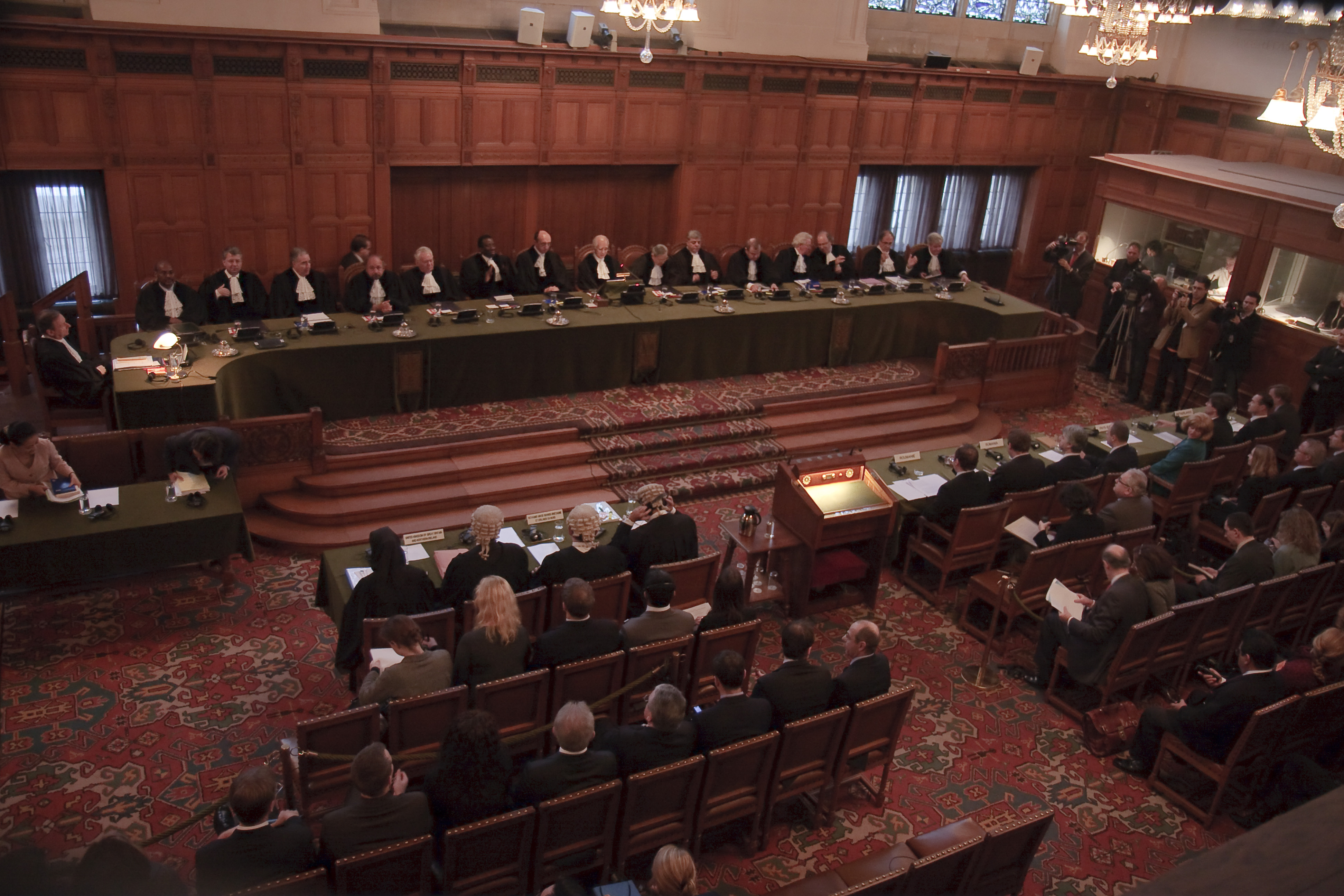
Phiên họp của Tòa án Quốc tế về tính hợp pháp của tuyên ngôn độc lập của Kosovo vào năm 2008

Tòa án Quốc tế có quyền ra những ý kiến tư vấn theo yêu cầu của những cơ quan Liên Hợp Quốc được Hiến chương LHQ cho phép. Đại hội đồng và Hội đồng Bảo an có quyền yêu cầu TAQT ra ý kiến tư vấn về một vấn đề pháp luật bất kỳ. Những cơ quan khác cần phải có Đại hội đồng cho phép, thường chỉ yêu cầu ý kiến tư vấn về những vấn đề thuộc phạm vi công tác của mình.

## Danh sách một vài vụ tranh chấp
- Năm 1980: Hoa Kỳ kiện Iran về việc Iran giữ những nhà ngoại giao người Mỹ làm con tin.[23]
- Năm 1982: Tunisia kiện Libya về việc xác định ranh giới thềm lục địa.[24]
- Năm 1984: Hoa Kỳ và Canada về việc xác định ranh giới biển ở Vịnh Maine.[25]
- Năm 1989: Iran kiện Hoa Kỳ về việc Hải quân Hoa Kỳ bắn hạ chuyến bay 655 của Iran Air.[26]
- Năm 1999: Serbia và Montenegro kiện NATO về những chiến dịch đánh bom của NATO trong Chiến tranh Kosovo. TAQT bác đơn khởi kiện của Serbia và Montenegro vào ngày 15 tháng 12 năm 2004 do không có thẩm quyền, lý do là Serbia và Montenegro không phải là thành viên của Quy chế TAQT vào lúc nộp đơn khởi kiện.[27]
- Năm 2005: Cộng hòa Dân chủ Congo kiện Uganda cướp tài nguyên của Congo.[28] TAQT xử cho Congo thắng kiện.[29]
- Năm 2011: Bắc Macedonia (bấy giờ là Cựu Cộng hòa Nam Tư Macedonia) kiện Hy Lạp về việc Hy Lạp phủ quyết Bắc Macedonia gia nhập NATO.[30] TAQT xử cho Bắc Macedonia thắng kiện vào ngày 5 tháng 12 năm 2011.[31]
- Năm 2017: Ấn Độ kiện Pakistan về việc một tòa án quân sự của Pakistan kết án tử hình đối với một công dân Ấn Độ.[32]
- Năm 2022: Ukraina kiện Nga vi phạm Công ước về ngăn ngừa và trừng trị tội diệt chủng sau khi tiến quân vào Ukraina.[33] Nga không chịu ra hầu tòa.[34] Ngày 13 tháng 2 năm 2022, TAQT ra lệnh yêu cầu Nga "lập tức đình chiến". Chỉ thẩm phán người Nga và Trung Quốc biểu quyết không tán thành.[35][36]
- Năm 2023: South Africa kiện israel diệt chủng Gaza đến từ "cập độ cao nhất của nhà nước". Israel từ chối mạnh mẽ các cáo buộc "vô căn cứ"

## Quan hệ với Hội đồng Bảo an
Một nước thành viên LHQ phải tuân theo quyết định của Tòa án Quốc tế trong mọi vụ tranh chấp mà nước ấy là đương sự. Trường hợp nước ấy không chịu tuân thủ thì Hội đồng Bảo an có quyền cưỡng chế chấp hành. Tuy nhiên, nếu nước đương sự là nước thành viên thường trực Hội đồng Bảo an thì nghị quyết cưỡng chế chấp hành có thể bị phủ quyết. Ví dụ: Hoa Kỳ phủ quyết nghị quyết Hội đồng Bảo an yêu cầu Hoa Kỳ ngừng vi phạm chủ quyền của Nicaragua căn cứ quyết định của TAQT.

## Những điều luật quốc tế được áp dụng
Tòa án Quốc tế áp dụng các điều ước quốc tế, tập quán quốc tế và nguyên tắc pháp luật chung trong việc xét xử các vụ tranh chấp. Ngoài ra, TAQT được dùng các án lệ và học thuyết của các nhà luật học có chuyên môn cao nhất về luật quốc tế làm tư liệu phụ giúp xác định quy phạm pháp luật. Quyết định của TAQT không phải là án lệ, nhưng TAQT thường dẫn những quyết định của mình.
Trường hợp các bên đương sự đồng ý thì TAQT được xét xử cho công bằng cho các bên mà không cần phải dẫn pháp luật.

## Thủ tục
Tòa án Quốc tế tự ban hành thủ tục.
Nguyên đơn nộp đơn khởi kiện, ghi rõ cơ sở thẩm quyền của TAQT và lý do yêu cầu của mình là có căn cứ. Bị đơn có thể thừa nhận thẩm quyền của TAQT và nộp đơn riêng.

### Yêu cầu bác đơn sơ bộ
Trường hợp bị đơn thấy Tòa án Quốc tế thiếu thẩm quyền thì bị đơn có quyền yêu cầu TAQT bác đơn khởi kiện. Yêu cầu của bị đơn đưa ra các lý do TAQT không nên thụ lý vụ tranh chấp. Ví dụ: vấn đề đưa ra TAQT không phải là vấn đề tư pháp, bị đơn chưa thừa nhận thẩm quyền của TAQT. TAQT xem xét yêu cầu bác đơn khởi kiện của bị đơn và ra quyết định trước khi xem xét đơn khởi kiện của nguyên đơn.
Nếu TAQT thụ lý vụ tranh chấp thì các bên có quyền yêu cầu TAQT ra các biện pháp tạm thời để bảo đảm quyền lợi của mình đương lúc đợi xét xử.

### Đơn tham gia tranh chấp
Trường hợp vụ tranh chấp ảnh hưởng tới quyền lợi của một nước thứ ba thì nước ấy có quyền nộp đơn yêu cầu tham gia tranh chấp làm một bên đương sự. TAQT quyết định đơn của nước thứ ba.

### Quyết định
Sau khi nghị án xong, TAQT ra quyết định. Mỗi thẩm phán có quyền nêu ý kiến riêng về quyết định. Quyết định của TAQT là chung thẩm, nhưng các bên có quyền yêu cầu TAQT giải thích phạm vi của quyết định.

## Chỉ trích
Tòa án Quốc tế đã bị chỉ trích về thẩm quyền, thủ tục và quyết định. Những ý kiến chỉ trích chính gồm:
- TAQT không thể xét xử nếu không được thừa nhận thẩm quyền.
- TAQT không thể thụ lý đơn khởi kiện của các cá nhân và tổ chức, nên các nạn nhân tội chiến tranh, tội chống loài người và các nhóm thiểu số không thể khởi kiện.
- TAQT hoạt động song song với những tòa án quốc tế khác như Tòa án Hình sự Quốc tế, nên thẩm quyền chồng chéo.
- Nước thành viên thường trực Hội đồng Bảo an có quyền phủ quyết chấp hành quyết định của TAQT dù cho đã thừa nhận thẩm quyền của TAQT.[45]
- TAQT hay viện lý do không có thẩm quyền để bác đơn mà không chịu xem xét chứng cứ.[46]

### Bài giảng
- The ICJ in the Service of Peace and Justice, Conference organized on the Occasion of the Centenary of the Peace Palace
- Lecture by Awn Shawkat Al-Khasawneh entitled "Reflections on the Jurisdiction of the International Court of Justice" in the Lecture Series of the United Nations Audiovisual Library of International Law
- Lecture by Mohamed Bennouna entitled "La Cour internationale de Justice, juge des souverainetés?" in the Lecture Series of the United Nations Audiovisual Library of International Law
- Lecture by Philippe Couvreur entitled "La Cour internationale de Justice" in the Lecture Series of the United Nations Audiovisual Library of International Law
- Lecture by Vera Gowlland-Debbas entitled "The International Court of Justice as the Principal Judicial Organ of the United Nations" in the Lecture Series of the United Nations Audiovisual Library of International Law
- Lecture by Mariko Kawano entitled "Some Salient Features of the Contemporary International Disputes in the Precedents of the International Court of Justice" in the Lecture Series of the United Nations Audiovisual Library of International Law
- Lecture by Mariko Kawano entitled "International Court of Justice and Disputes Involving the Interests of Third Parties to the Proceedings or the Common Interests of the International Community as a Whole or of the Community Established by a Convention" in the Lecture Series of the United Nations Audiovisual Library of International Law
- Lecture by Edward McWhinney entitled "Judicial Activism and the International Court of Justice" in the Lecture Series of the United Nations Audiovisual Library of International Law
- Lecture by Alain Pellet entitled "Conseil devant la Cour internationale de Justice" in the Lecture Series of the United Nations Audiovisual Library of International Law
- Lecture by Jiuyong Shi entitled "The Present and Future Role of the International Court of Justice in the Peaceful Settlement of International Disputes" in the Lecture Series of the United Nations Audiovisual Library of International Law